# كلية السياحة والفنادق (جامعة المنصورة)
كلية السياحة والفنادق بجامعة المنصورة هي كلية للسياحية والفنادق أنشئت عام 2006م بقرار من رئيس الجمهورية رقم (267) لسنة 2006م وبدأ العام الدراسي بها 2006/2007 وتعد من أحدث كليات السياحة والفنادق في مصر في تاريخ انشائها.

## مكان الكلية
تقع الكلية خارج الحرم الجامعي لجامعة المنصورة في نهاية شارع الجلاء في شارع الثانوية امتداد شارع احمد ماهر

## شروط الالتحاق بالكلية
1. الحصول على الثانوية العامة شعبة أدبي أو علمي.
2. يجوز قبول خريجي الدبلومات الفنية وخريجي معاهد السياحة والفنادق ولكن يتم قبولهم بنسبة محددة كل لا تزيد عن 10% تقريبا ولا يتم قبولهم بقسم الإرشاد السياحي.
3. الحصول على 70% على الأقل في اللغة الأجنبية الأولى بالنسبة لطلبة الثانوية العامة.
4. اجتياز المقابلة الشخصية أو اختبار القدرات التي تقوم بها الكلية بعد التقديم ويتكون من ثلاث لجان (شخصية ومظهر - معلومات عامة - لغات)
5. الحصول على ما فوق 86% أدبي أو 89% علمي على الأقل وذلك وفقا لتنسيق السنوات السابقة.

## أقسام الكلية
1. قسم الدراسات السياحية.
2. قسم الدراسات الفندقية.
3. قسم الإرشاد السياحي.

## نبذة عن الاقسام

### اولا: قسم الدراسات السياحية
هو قسم متعدد المعارف والعلوم ذات صلة بالسياحة مثل إدارة شركات السياحة ومكاتب الطيران والفنادق والتسويق والعلاقات العامة والاقتصاد والمحاسبة السياحية وغيرها الكثير ويؤهل خريجيه للعمل في أماكن متعددة وبجب على خريج هذا القسم ان يكون مجيدا للغات والحاسب الإلى حتى يمكنه العمل في الوظائف الإدارية والهامة.

### ثانيا: قسم الدراسات الفندقية
هو قسم يتعلم فيه الطالب جميع المقررات الدراسية الخاصة بالاغدية والمشروبات وإدارة الفنادق والقرى السياحية والمطاعم ويجب على الخريج اتقان اللغة الإنجليزية.

### ثالثا: قسم الإرشاد السياحى
هو قسم يقوم فيه الطالب بدراسة التاريخ الاثار المصرية واليوناية والإسلامية والرومانية والقبطية وكذلك اللغة المصرية القديمة (الهيروغليفية) وأيضا دراسة لغتين اجنبيتين ويحصل الطالب على رخصة الإرشاد السياحى فور تخرجه من الكلية ويجب على الطالب اتقان لغة اجنبية تحدثا وكتابة إضافة إلى اللغة الإنجليزية والهروغليفية وعدد الطلاب في هذا القسم لا يتعدى الـ55 طالب

## الوظائف المتاحة لخريجى الكلية

### اولا: قسم الدراسات السياحية
- جميع وظائف اقسام شركات ومكاتب السياحة ووكالات السفر
- شركات الطيران في مجال حجز تذاكر الطيران والعلاقات العامة
- الضيافة الجوية
- موظف استقبال
- مجالات التسويق والدعاية والإعلان
- شركات النقل السياحى ومكاتب الحجز
- خدمة العملاء

### ثانيا: قسم الدراسات الفندقية
- جميع وظائف اقسام الفنادق والمطاعم مثل الشيـف واقسام الحجز
- ادراة الحفلات والمؤتمرات
- الضيافة الجوية
- مراقبة الجودة في الاغدية والمشروبات
- إدارة الفنادق والقرى والمنتجعات السياحية
- موظف استقبال

### ثالثا: قسم إرشاد سياحى
- مرشد سياحى حر أو بشركة سياحة
- الترجمة بأنواعها
- التسويق والدعاية والإعلان
- مدرس في اللغة التي درسها ولكن يشترط الحصول على دبلومة التربية من كلية التربية

## نظام الدراسة بالكلية
مدة الدراسة اربع سنوات والتخصص في الاقسام من سنة أولى على حسب مجموع الثانوية العامة والمقابلة ودرجة اللغات الاجنبية
يقوم الطالب باجراء التدريب الصيفى كل عام ماعدا آخر سنة ويتم تسليم تقارير التدريب للكلية في بداية العام الدراسى الجديد

## التدريب الصيفى
تقوم شئون الطلاب بالكلية بتوزيع الطلاب بمختلف اقسام الكلية كالاتي :
- قسم الإرشاد السياحى : تقوم الكلية برحلات علمية في اطار التدريب الصيفى إلى الاثار والأماكن السياحية كما يحضر الطلاب بعض المحاضرات العلمية في الكلية في الصيف ويجب الا يقل التدريب الصيفى عن شهرين ويبدأ التدريب من سنة أولى.
- قسم الدراسات السياحية : تقوم الكلية بتوزيع الطلبة على مكاتب وشركات السياحة ووكالات السفر في أماكن اقامتهم ان امكن ذلك ويحصل الطالب على شهادات خبرة من هذة الشركات عند انتهاء تدريبه ويبدأ التدريب من السنة الثانية في الدراسة بالكلية.
- قسم الدراسات الفندقية : تقوم الكلية بتوزيع الطلبة على الفنادق في الأماكن والمدن السياحية مثل شرم الشيخ والغردقة والعريش ويحصل المتدرب على شهادات خبرة أيضا ويبدأ التدريب من سنة أولى.[2]

## النقابة
- ينضم خريجى قسم الإرشاد السياحى إلى نقابة المرشدين السياحيين
- ينضم خريجى قسم الدراسات السياحية وخريجى قسم الدرسات الفندقية إلى النقابة العامة للعاملين بالسياحة والفنادق ومقرها القاهرة

## وصلات خارجية
الموقع الالكترونى لكلية السياحة والفنادق - جامعة المنصورة
- الموقع الرسمى لنقابة المرشدين السياحيين المصرية
- موقع وزارة السياحة المصرية

لم يتم العثور على روابط لمواقع التواصل الاجتماعي.